# Joachim Hinrich Dreyer
Joachim Hinrich Dreyer (* 4. Januar 1712 in Lübeck; † 22. März 1749 ebenda) war ein deutscher Jurist und Ratssekretär der Hansestadt Lübeck.

## Leben
Joachim Heinrich Dreyer war der Sohn des Lübecker Kaufmanns und späteren Ratsherren und Bürgermeisters Johann Heinrich Dreyer. Er begann sein Studium der Rechtswissenschaften 1730 an der Universität Jena und schloss es in Halle ab, wo er auch als Respondent überliefert ist. Von 1735 bis zu seinem Tod 1749 war er Ratssekretär in Lübeck. Der Rektor des Katharineums Johann Henrich von Seelen hielt ihm die Leichenrede.